# Arthenac
Arthenac is een gemeente in het Franse departement Charente-Maritime (regio Nouvelle-Aquitaine) en telt 312 inwoners (1999). De plaats maakt deel uit van het arrondissement Jonzac.

## Geografie
De oppervlakte van Arthenac bedraagt 12,7 km², de bevolkingsdichtheid is 24,6 inwoners per km².
De onderstaande kaart toont de ligging van Arthenac met de belangrijkste infrastructuur en aangrenzende gemeenten.

## Demografie
Onderstaande figuur toont het verloop van het inwonertal (bron: INSEE-tellingen).

## Afbeeldingen

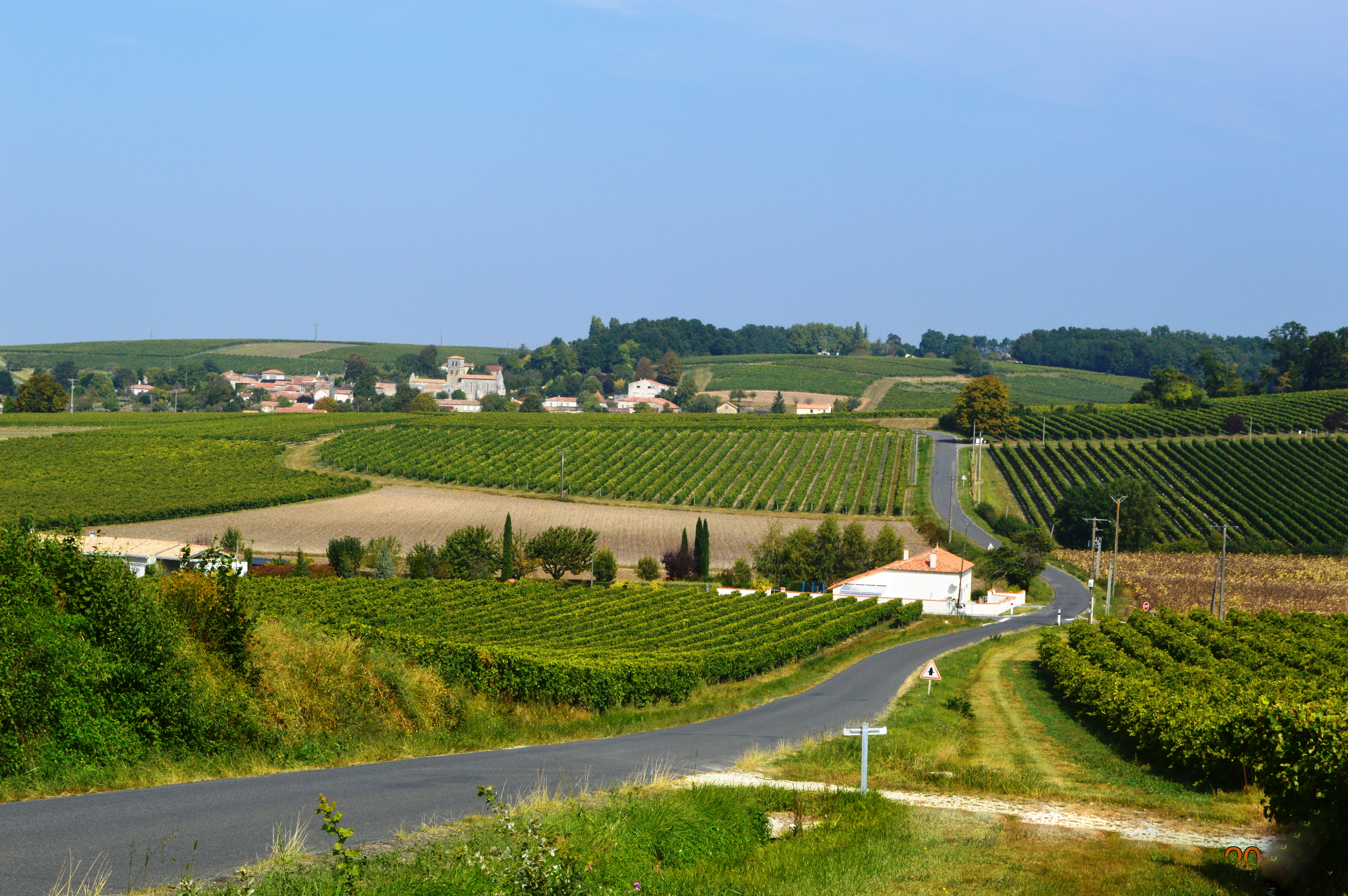
Gezicht op Arthenac
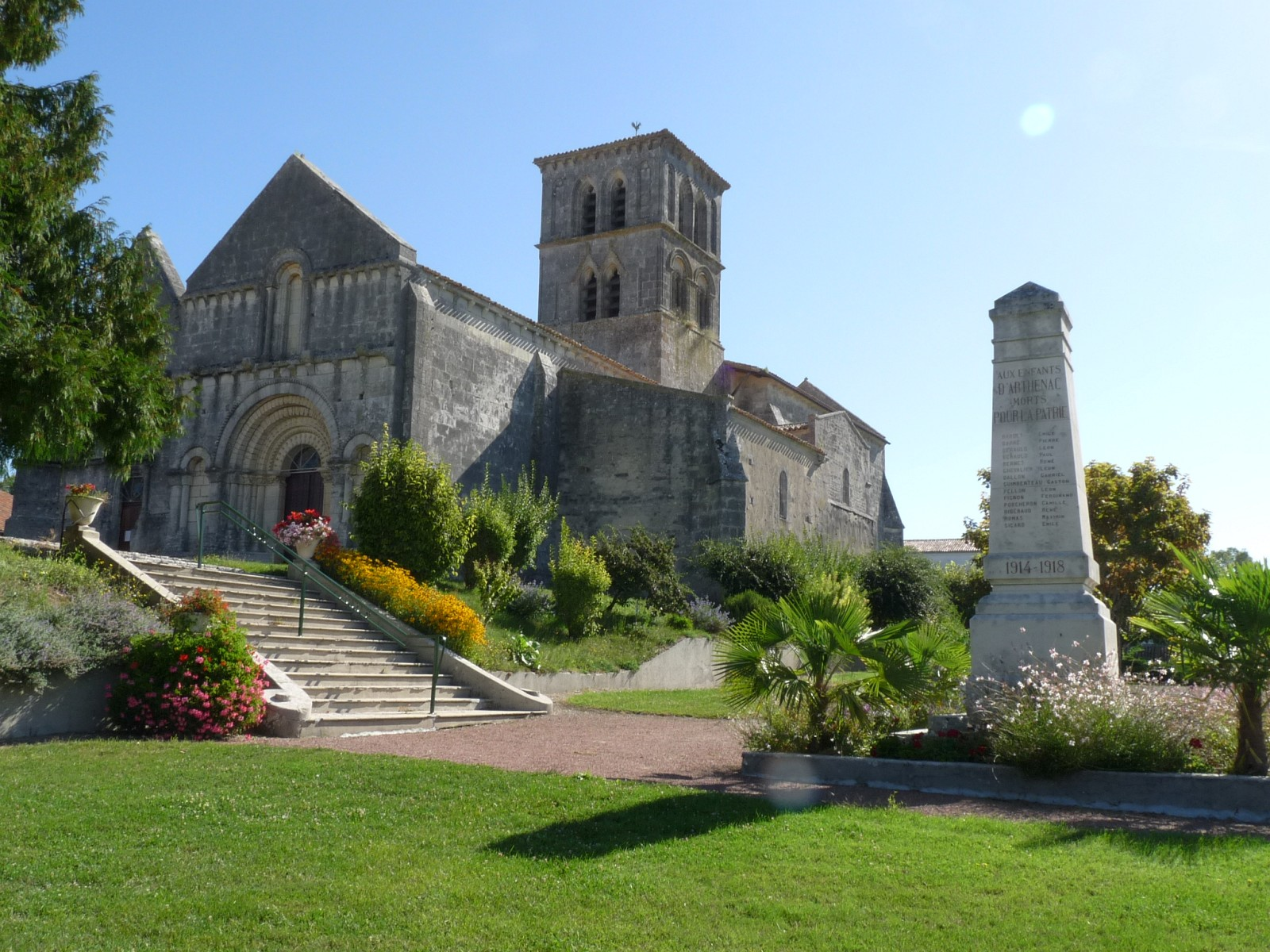
Église Saint-Martin
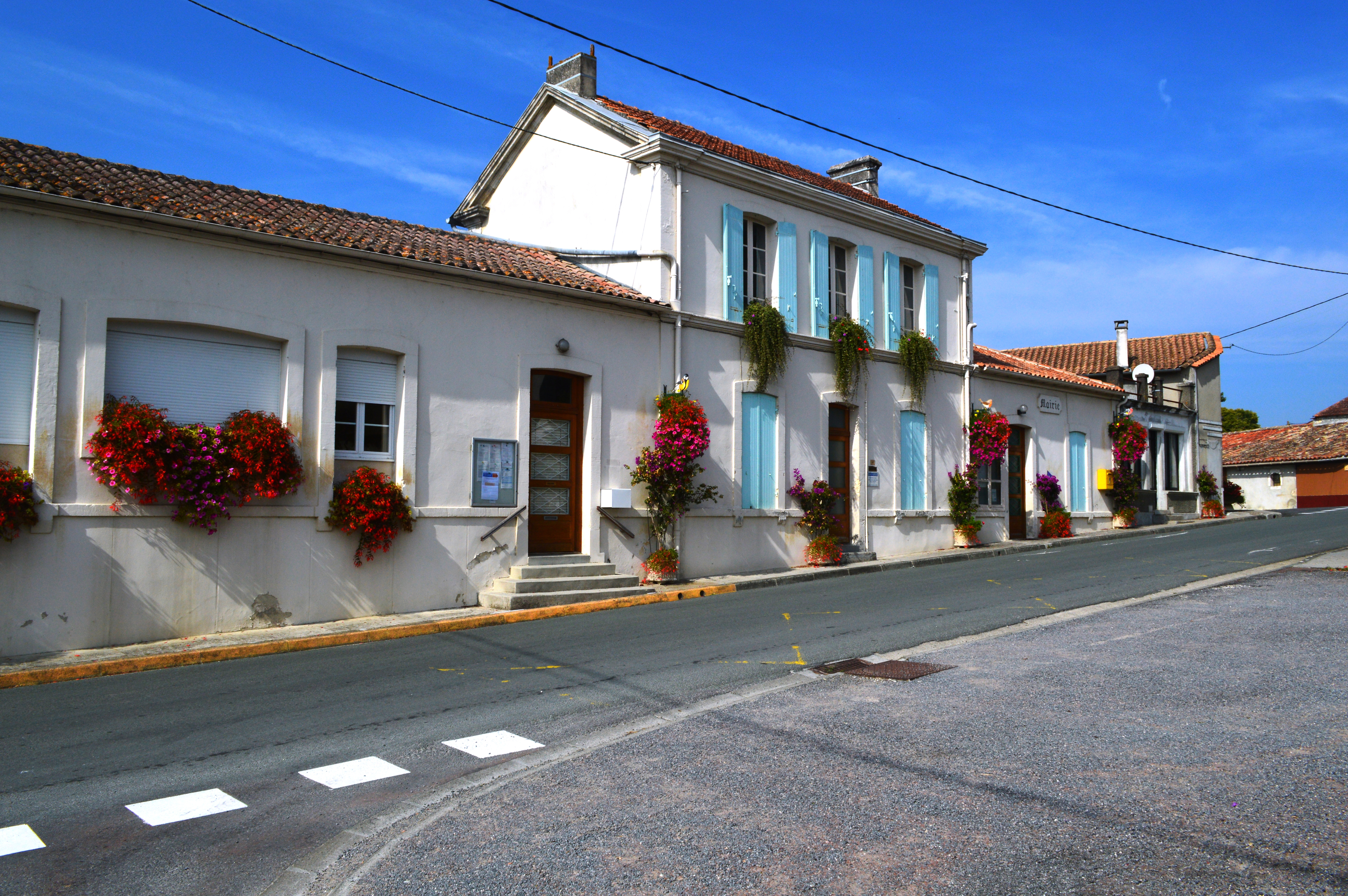
Gemeentehuis